# Index (álbum)
Index es el álbum de estudio debut de la cantante española Ana Mena publicado el 11 de mayo de 2018 solamente en España. Anteriormente se conocieron las canciones publicadas por Mena que forman parte del disco: «No soy como tú crees», «Loco como yo», «Se fue», «Ahora lloras tú», «Mentira» y «Ya es hora». El 27 de marzo de 2018 publicó un sencillo promocional, como avance del nuevo álbum llamado «Aprendí a olvidar» junto a Solero. En las firmas a las cien primeras personas se les obsequió el Notebook perteneciente al álbum.

## Listado de canciones
| Index |                                           | |                                               |          |  |
| N.º   | Título                                    | Escritor(es) | Productor(s)                                  | Duración |  |
| 1.    | «Ya es hora» (con Becky G y De la Ghetto) | Bruno Nicolás, David Augustave, José Luis de la Peña, María José Fernández, Pablo Christian Fuentes y Rafael Castillo Torres | Dabruk                                        | 3:26     |  |
| 2.    | «Mentira» (con RK)                        | Nicolás, Augustave, Giencarlos Rivera, Jonathan Rivera, de la Peña, Fernández y Sebastían Suárez Quintero                    | Dabruk, Alfredo Matheus Diez y Madmusick      | 3:23     |  |
| 3.    | «Ahora lloras tú» (con CNCO)              | Ana Mena, Nicolás, Augustave y de la Peña                                                                                    | José Luis de la Peña y Dabruk                 | 3:27     |  |
| 4.    | «Entrégame» (con Descemer Bueno)          | Alejandro Ayora, Descemer Bueno y Jesé Luis Ayora                                                                            | Dabruk                                        | 3:02     |  |
| 5.    | «Mama» (con Matt Terry)                   | Alberto Martínez-Llop, Antonio Rayo, Pablo Fierro y Rafa Vergara                                                             | Antonio Rayo y Pablo Fierro                   | 3:20     |  |
| 6.    | «Las cuentas»                             | Julio Reyes Copello y Nicolás de la Espriella                                                                                | Julio Reyes Copello y Nicolás de la Espriella | 3:06     |  |
| 7.    | «Aprendí a olvidar» (con Solero)          | Nicolás, Augustave, Jean C. Solero Desjardin, Jonathan A. Solero Desjardin, de la Peña y Fernández                           | Dabruk                                        | 3:30     |  |
| 8.    | «Te deseo lo mejor»                       | Mena, Nicolás, Augustave, de la Peña y Fernández                                                                             | Dabruk                                        | 3:41     |  |
| 9.    | «No soy como tú crees»                    | Nicolás, Augustave y de la Peña                                                                                              | Dabruk y de la Peña                           | 2:59     |  |
| 10.   | «Loco como yo»                            | Aileen de la Cruz, Leticia Fuentes Monterrubio y Paula Rojo                                                                  | Dabruk y de la Peña                           | 2:48     |  |
| 11.   | «Se fue»                                  | Nicolás, Augustave y de la Peña                                                                                              | Dabruk y de la Peña                           | 3:46     |  |
| 12.   | «Oh baby»                                 | Juan Carlos Fuguet y Rojo | Dabruk y de la Peña                           | 3:36     |  |

## Posicionamiento en listas
| Listas (2018)       | Mejor posición |
| ------------------- | -------------- |
| España (PROMUSICAE) | 9              |

## Firmas
En las firmas de cada ciudad, a las cienprimeras personas se les obsequió el Notebook perteneciente al álbum.
| Ciudad   | Lugar                                       | Fecha              | Hora  |
| -------- | ------------------------------------------- | ------------------ | ----- |
| Madrid   | El Corte Inglés Princesa                    | 11 de mayo de 2018 | 18:00 |
| Sevilla  | Media Markt Santa Justa                     | 15 de mayo de 2018 | 18:00 |
| Valencia | El Corte Inglés Nuevo Centro de la Pirámide | 17 de mayo de 2018 | 18:00 |
| Murcia   | El Corte Inglés Avenida de la Libertad      | 18 de mayo de 2018 | 18:00 |
| Málaga   | El Corte Inglés Avenida de Andalucía        | 19 de mayo de 2018 | 18:00 |